# Isländischer Fußballpokal der Männer 1979
Der isländische Fußballpokal 1979 war die 20. Austragung des isländischen Pokalwettbewerbs der Männer. Pokalsieger wurde Fram Reykjavík. Das Team setzte sich im Finale am 26. August 1979 im Laugardalsvöllur von Reykjavík gegen den Vorjahresfinalisten Valur Reykjavík durch. Titelverteidiger ÍA Akranes war im Halbfinale gegen den späteren Finalisten ausgeschieden.

## Modus
Die Begegnungen wurden in einem Spiel ausgetragen. Bei unentschiedenem Ausgang wurde das Spiel auf des Gegners Platz wiederholt. In den ersten drei Runden nahmen Vereine ab der zweiten Liga abwärts teil. Die Mannschaften aus der ersten Liga starteten im Achtelfinale.

## 1. Runde
| Datum      |                         | Ergebnis |                     |
| ---------- | ----------------------- | -------- | ------------------- |
| 30.05.1979 | UMF Víkingur            | 1:4      | ÍF Grótta           |
| 30.05.1979 | Fylkir Reykjavík        | 2:0      | Óðinn Reykjavík     |
| 30.05.1979 | Súlan Stöðvarfjörður    | 2:1      | UMF Sindri Höfn     |
| 30.05.1979 | UMF Bolungarvík         | 09:12    | ÍB Ísafjörður       |
| 30.05.1979 | Leiknir Fáskrúðsfjörður | 1:5      | þróttur Norðfjörður |
| 30.05.1979 | Hrafnkell Freysgoði     | 0:2      | Austri Eskifjörður  |
| 30.05.1979 | Reynir Sandgerði        | 0:1      | UMF Stjarnan        |
| 30.05.1979 | UMF Tindastóll          | 4:1      | Völsungur Húsavík   |
| 30.05.1979 | Huginn Seyðisfjörður    | 5:6      | UMF Einherji        |
| 30.05.1979 | UMF Selfoss             | 3:0      | UMF Afturelding     |
| 30.05.1979 | þór þorlákshöfn         | 0:3      | Ármann Reykjavík    |
| 30.05.1979 | IK Kópavogur            | 2:4      | UMF Grindavík       |
| 30.05.1979 | Víðir Garði             | 7:6      | FH Hafnarfjörður    |
| 06.06.1979 | Leiftur Ólafsfjörður    | 1:2      | Magni Grenivík      |

## 2. Runde
| Datum      |                      | Ergebnis |                     |
| ---------- | -------------------- | -------- | ------------------- |
| 13.06.1979 | þór Akureyri         | 4:2      | HSþ Mývatnssveit    |
| 13.06.1979 | UMF Skallagrímur     | 0:3      | ÍB Ísafjörður       |
| 13.06.1979 | Magni Grenivík       | 6:7      | UMF Svarfdælir      |
| 13.06.1979 | Leiknir Reykjavík    | 1:0      | UMF Selfoss         |
| 13.06.1979 | Súlan Stöðvarfjörður | 0:2      | þróttur Norðfjörður |
| 13.06.1979 | KS Siglufjarðar      | 2:1      | Arroðinn Akureyri   |
| 13.06.1979 | Reynir Árskógsströnd | 0:5      | UMF Tindastóll      |
| 13.06.1979 | Ármann Reykjavík     | 3:1      | Víðir Garði         |
| 13.06.1979 | Fylkir Reykjavík     | 2:1      | UMF Grindavík       |
| 13.06.1979 | Breiðablik Kópavogur | 3:1      | UMF Stjarnan        |
| 13.06.1979 | Hekla Hella          | 1:7      | ÍF Grótta           |
| 20.06.1979 | UMF Einherji         | 1:3      | Austri Eskifjörður  |

## 3. Runde
| Datum      |                      | Ergebnis |                    |
| ---------- | -------------------- | -------- | ------------------ |
| 20.06.1979 | UMF Svarfdælir       | 1:3      | þór Akureyri       |
| 20.06.1979 | þróttur Norðfjörður  | 1:0      | Austri Eskifjörður |
| 20.06.1979 | Ármann Reykjavík     | 1:3      | Fylkir Reykjavík   |
| 20.06.1979 | ÍB Ísafjörður        | 2:0      | ÍF Grótta          |
| 20.06.1979 | KS Siglufjarðar      | 5:3      | UMF Tindastóll     |
| 20.06.1979 | Breiðablik Kópavogur | 8:0      | Leiknir Reykjavík  |

## Achtelfinale
Teilnehmer: Die sechs Sieger der 3. Runde und die zehn Teams der 1. deild 1979.
| Datum      |                      | Ergebnis |                     |
| ---------- | -------------------- | -------- | ------------------- |
| 03.07.1979 | þór Akureyri         | 0:4      | ÍBV Vestmannaeyja   |
| 03.07.1979 | Víkingur Reykjavík   | 0:1      | Valur Reykjavík     |
| 03.07.1979 | Haukar Hafnarfjörður | 0:3      | þróttur Reykjavík   |
| 04.07.1979 | ÍA Akranes           | 7:0      | þróttur Norðfjörður |
| 04.07.1979 | Breiðablik Kópavogur | 4:0      | Fylkir Reykjavík    |
| 04.07.1979 | ÍB Keflavík          | 2:0      | ÍB Ísafjörður       |
| 04.07.1979 | KA Akureyri          | 2:3      | Fram Reykjavík      |
| 04.07.1979 | KR Reykjavík         | 3:1      | KS Siglufjarðar     |

## Viertelfinale
| Datum      |                   | Ergebnis |                      |
| ---------- | ----------------- | -------- | -------------------- |
| 18.07.1979 | ÍBV Vestmannaeyja | 1:2      | þróttur Reykjavík    |
| 18.07.1979 | ÍA Akranes        | 1:0      | ÍB Keflavík          |
| 18.07.1979 | Fram Reykjavík    | 3:1      | Breiðablik Kópavogur |
| 19.07.1979 | KR Reykjavík      | 0:2      | Valur Reykjavík      |

## Halbfinale
| Datum      |                   | Ergebnis |                |
| ---------- | ----------------- | -------- | -------------- |
| 07.08.1979 | þróttur Reykjavík | 2:2      | Fram Reykjavík |
| 08.08.1979 | Valur Reykjavík   | 2:1      | ÍA Akranes     |

### Wiederholungsspiel
| Datum      |                | Ergebnis |                   |
| ---------- | -------------- | -------- | ----------------- |
| 07.08.1979 | Fram Reykjavík | 2:0      | þróttur Reykjavík |

## Finale
| Paarung  | Fram Reykjavík – Valur Reykjavík |
| Ergebnis | 1:0                              |
| Datum    | 26. August 1979                  |
| Stadion  | Laugardalsvöllur, Reykjavík      |
| Tore     | 1:0 Marteinn Geirsson            |